# Kenneth J. Lawrence
Kenneth J. Lawrence, né en 1964, est un astronome américain.
D'après le Centre des planètes mineures, il a découvert trente-trois astéroïdes numérotés, dont dix seul, entre 1989 et 1994. Il a également codécouvert la comète périodique 152P/Helin-Lawrence avec Eleanor Helin.
L'astéroïde (4969) Lawrence a été nommé en son honneur.

## Astéroïdes découverts
| (5621) Erb                                            | 23 septembre 1990  |
| (5653) Camarillo[1]                                   | 21 novembre 1992   |
| (5836) 1993 MF[1]                                     | 22 juin 1993       |
| (6456) Golombek[1]                                    | 27 juillet 1992    |
| (6561) Gruppetta                                      | 10 octobre 1991    |
| (6727) 1991 TF4                                       | 10 octobre 1991    |
| (7091) Maryfields[1]                                  | 1er mai 1992       |
| (7341) 1991 VK[1]                                     | 1er novembre 1991  |
| (9058) 1992 JB[2]                                     | 1er mai 1992       |
| (9400) 1994 TW1[1]                                    | 9 octobre 1994     |
| (9969) Braille[1]                                     | 27 mai 1992        |
| (11904) 1991 TR1                                      | 13 octobre 1991    |
| (14923) 1994 TU3                                      | 7 octobre 1994     |
| (16636) 1993 QP[1]                                    | 23 août 1993       |
| (22306) 1990 SF4                                      | 23 septembre 1990  |
| (23548) 1994 EF2                                      | 11 mars 1994       |
| (26850) 1992 JL[3]                                    | 1er mai 1992       |
| (30831) Seignovert[1]                                 | 14 octobre 1990    |
| (32906) 1994 RH[1]                                    | 2 septembre 1994   |
| (37589) 1991 NN9[1]                                   | 9 juillet 1991     |
| (37591) 1991 TD4                                      | 10 octobre 1991    |
| (39565) 1992 SL[1]                                    | 24 septembre 1992  |
| (48470) 1991 TC2                                      | 10 octobre 1991    |
| (73681) 1989 TL18[1]                                  | 2 octobre 1989     |
| (90722) 1991 TE4                                      | 10 octobre 1991    |
| (136620) 1994 JC[1]                                   | 4 mai 1994         |
| (152563) 1992 BF[1]                                   | 30 janvier 1992    |
| (162004) 1991 VE[1]                                   | 3 novembre 1991    |
| (207945) 1991 JW[1]                                   | 8 mai 1991         |
| (301846) 1993 OV1[1]                                  | 16 juillet 1993    |
| (385186) 1994 AW1[1]                                  | 11 janvier 1994    |
| (393350) 1992 RN1[1]                                  | 1er septembre 1992 |
| 1. avec E. F. Helin 2. avec J. T. Alu 3. avec P. Rose |                    |